# Ray Rice

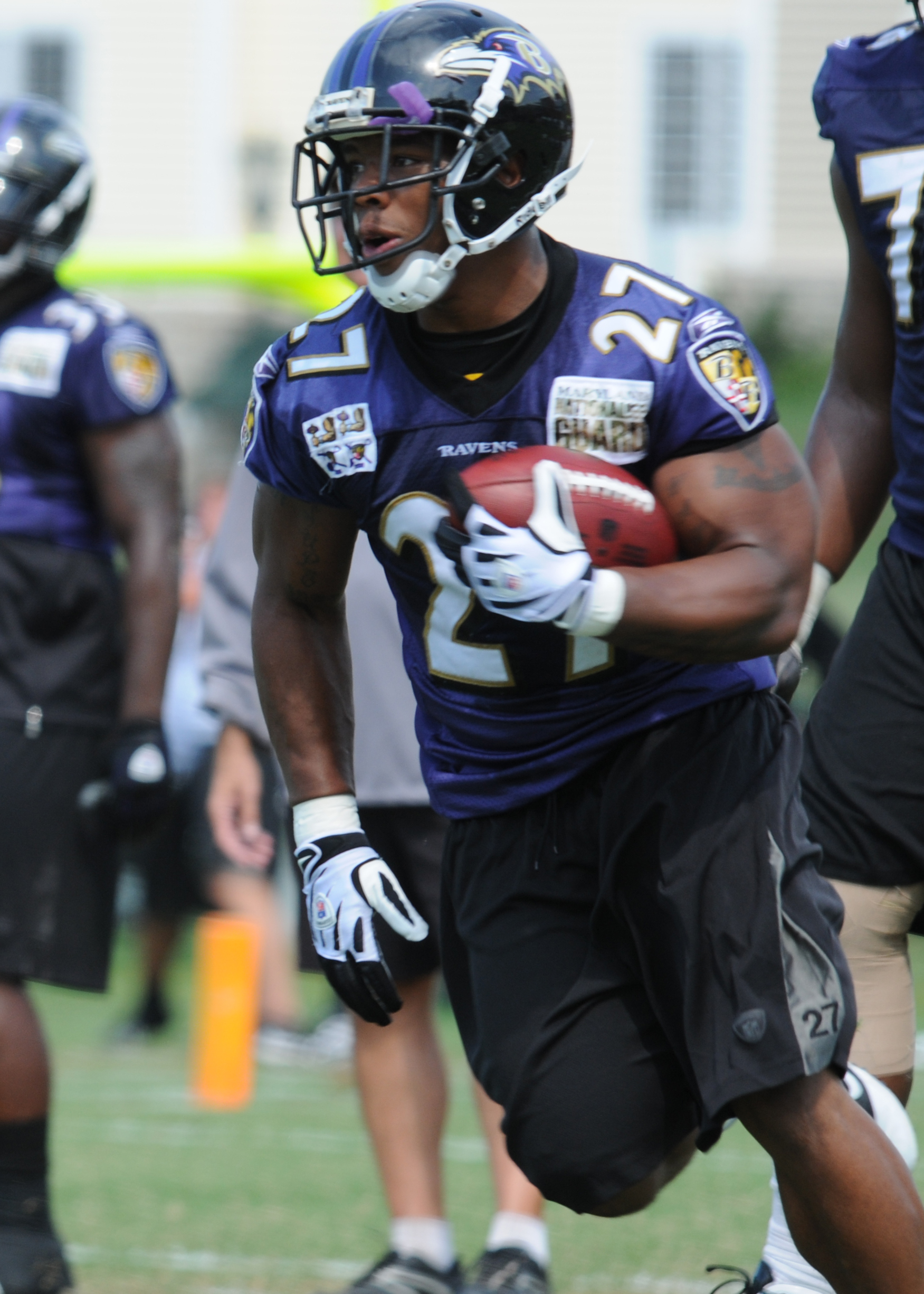
Ray Rice

Raymell Maurice Rice (New Rochelle, Nova Iorque, 22 de janeiro de 1987) é um ex jogador de futebol americano que atuava na posição de running back na National Football League. Foi escolhido pelo Baltimore Ravens no Draft de 2008 da NFL. Jogou futebol americano universitário pela Universidade Rutgers. Ele fez parte do time campeão dos Ravens de 2012, que conquistou o Super Bowl XLVII.
Em março de 2014, se envolveu em uma controvérsia envolvendo sua namorada, quando ele desferiu um soco contra a sua cabeça, deixando-a inconsciente. Depois de receber uma punição considerada leve por parte da NFL, críticas severas foram levantadas sobre a política de combate a violência doméstica da liga. Em setembro, o atleta foi dispensado dos Ravens. A liga decidiu então puni-lo com uma suspensão vitalícia do esporte. No âmbito civil, um júri o indiciou por agressão física, onde ele podia pegar, se condenado, uma pena de três a cinco anos. Logo depois, todas as acusações foram retiradas quando ele aceitou ser posto sob supervisão profissional constante.